# Championnats ibéro-américains d'athlétisme 2006
Navigation
Édition précédente Édition suivante
La 12e édition des Championnats ibéro-américains d'athlétisme (en espagnol : XII Campeonato Iberoamericano de Atletismo) s'est déroulée du 26 au 28 mai 2006 à Ponce, sur l'île de Porto Rico.

## Résultats

### Hommes
| 100 m (Vent : +0,3 m/s) | Vicente de Lima 10 s 22                                                                     | Kael Becerra 10 s 32                                                                     | Heber Viera 10 s 45                                                                              |
| 200 m (Vent : +1,8 m/s) | Juan Pedro Toledo 20 s 74                                                                   | Heber Viera 20 s 80                                                                      | Basílio de Moraes 20 s 84                                                                        |
| 400 m | Andrés Silva 45 s 35                                                                        | Arismendy Peguero 45 s 91                                                                | David Testa 46 s 46                                                                              |
| 800 m | Osmar dos Santos 1 min 46 s 22                                                              | Fadrique Iglesias 1 min 48 s 16 NR                                                       | Eduar Villanueva 1 min 48 s 31                                                                   |
| 1 500 m | Diego Ruiz 3 min 46 s 99                                                                    | Víctor Riobó 3 min 47 s 37                                                               | Luis Daniel Soto 3 min 47 s 48                                                                   |
| 3 000 m | Hudson de Souza 8 min 08 s 62                                                               | Javier Carriqueo 8 min 09 s 20                                                           | Francisco España 8 min 09 s 43                                                                   |
| 5 000 m | Marílson Gomes dos Santos 13 min 42 s 88                                                    | Álvaro Jiménez 14 min 03 s 37                                                            | José Rocha 14 min 07 s 51                                                                        |
| 110 m haies (Vent : +1,2 m/s) | Anselmo da Silva 13 s 51                                                                    | Redelén dos Santos 13 s 72                                                               | Enrique Llanos 13 s 86                                                                           |
| 400 m haies | Javier Culson 49 s 71                                                                       | Luis Montenegro 50 s 22                                                                  | José María Romera 50 s 84                                                                        |
| 3000 m steeple | Alexander Greaux 8 min 35 s 89                                                              | Fernando Alex Fernandes 8 min 36 s 97                                                    | Francisco Javier Lara 8 min 37 s 78                                                              |
| 4 × 100 m | République dominicaine Irving Guerrero Yoel Báez Juan Sainfleur Carlos García 39 s 65       | Brésil Anselmo da Silva Basílio de Moraes Vicente de Lima Luís Ambrosio 40 s 52          | Porto Rico Luis López Roberto Rivera Jorge Richardson Emilio Rivera 40 s 59                      |
| 4 × 400 m | République dominicaine Pedro Mejía Juan Betances Yoel Tapia Arismendy Peguero 3 min 06 s 11 | Porto Rico Fabián Martínez Javier Culson Christian Santiago Félix Martínez 3 min 07 s 27 | Brésil Luís Ambrosio Sanderlei Parrela Thiago Chyaromont Anderson Jorge dos Santos 3 min 25 s 18 |
| 20 000 m marche | Rolando Saquipay 1 h 28 min 48 s 36                                                         | José Ignacio Díaz 1 h 30 min 43 s 27                                                     | Sérgio Galdino 1 h 32 min 50 s 12                                                                |
| Saut en hauteur | Jessé de Lima 2,24 m                                                                        | Gilmar Mayo 2,20 m                                                                       | Gerardo Martínez 2,16 m                                                                          |
| Saut à la perche | Germán Chiaraviglio 5,70 m CR                                                               | Fábio Gomes da Silva 5,65 m                                                              | José Francisco Nava 5,25 m                                                                       |
| Saut en longueur | Irving Saladino 8,42 m                                                                      | Carlos Jorge 7,84 m                                                                      | Allen Simms 7,67 m                                                                               |
| Triple saut | Jefferson Sabino 16,81 m                                                                    | Allen Simms 16,60 m                                                                      | Leisner Aragón 15,94 m                                                                           |
| Lancer du poids | Yojer Medina 18,79 m                                                                        | Borja Vivas 18,66 m                                                                      | Marco Antonio Verni 18,48 m                                                                      |
| Lancer du disque | Jorge Balliengo 59,62 m                                                                     | Marcelo Pugliese 53,46 m                                                                 | Héctor Hurtado 53,43 m                                                                           |
| Lancer du marteau | Juan Ignacio Cerra 69,38 m                                                                  | Dário Manso 69,17 m                                                                      | Wagner Domingos 66,06 m                                                                          |
| Lancer du javelot | Júlio César de Oliveira 78,91 m                                                             | Luiz Fernando da Silva 73,83 m                                                           | Pablo Pietrobelli 72,50 m                                                                        |
| Décathlon | Óscar González 7 498 pts                                                                    | David Gómez 7 400 pts                                                                    | Jorge Naranjo 6 886 pts                                                                          |
| Records et Performances - AR : Record continental (area record) - CR : Record des championnats (championship record) - MR : Record du meeting (meet record) - NR : Record national (national record) - OR : Record olympique (olympic record) - PR : Record paralympique (paralympic record) - PB : Record personnel (personal best) - SB : Meilleure performance personnelle de la saison (season's best) - WL : Meilleure performance mondiale de l'année (world leader) - WJR : Record du monde junior (world junior record) - WR : Record du monde (world record) Circonstances et Conditions - DNF : N'a pas terminé (did not finish) - DNS : N'a pas pris le départ (did not start) - DQ : Disqualification (disqualification) - NM : Aucun essai valable enregistré (No Mark) - Q : Qualifié « directement » au prochain tour (ou à la prochaine compétition), lors d'une compétition majeure, grâce au classement ou à la réalisation des minima (automatic qualifier) - q : Qualifié au prochain tour (ou à la prochaine compétition), lors d'une compétition majeure, grâce au repêchage ou à la réalisation de l'une des meilleures performances parmi celles des « non qualifiés directement » (grâce au meilleur temps ou à la meilleure distance par exemple) (secondary qualifier) |                                                                                             |                                                                                          |                                                                                                  |

### Femmes
| 100 m (Vent : -1,1 m/s) | Franciela Krasucki 11 s 61                                                          | Belén Recio 11 s 66                                                                       | Celiangely Morales 11 s 72                                                        |                                |
| 200 m (Vent : +0,3 m/s) | Felipa Palacios 23 s 03                                                             | Darlenys Obregón 23 s 23                                                                  | Militza Castro 23 s 46                                                            |                                |
| 400 m | Norma González 52 s 87                                                              | Maria Laura Almirão 53 s 61                                                               | Mayra González 53 s 64                                                            |                                |
| 800 m | Rosibel García 2 min 01 s 62                                                        | Gabriela Medina 2 min 03 s 43                                                             | Lizaira Del Valle 2 min 03 s 76                                                   |                                |
| 1 500 m | Isabel Macías 4 min 21 s 65                                                         | Lizaira Del Valle 4 min 23 s 35                                                           | Angélica Sánchez 4 min 25 s 73                                                    |                                |
| 3 000 m | Jéssica Augusto 9 min 06 s 74                                                       | Lucélia Peres 9 min 15 s 79                                                               | Bertha Sánchez 9 min 19 s 04                                                      |                                |
| 5 000 m | Bertha Sánchez 16 min 10 s 32                                                       | Lucélia Peres 16 min 13 s 67                                                              | Zenaida Maldonado 17 min 09 s 70                                                  |                                |
| 100 m haies (Vent : -0,2 m/s) | Maíla Machado 13 s 02 CR                                                            | Gilvaneide Oliveira 13 s 39                                                               | Francisca Guzmán 13 s 45                                                          |                                |
| 400 m haies | Laia Forcadell 57 s 26                                                              | Perla dos Santos 58 s 24                                                                  | Yvonne Harrison 58 s 56                                                           |                                |
| 3000 m steeple | Zenaide Vieira 9 min 55 s 95                                                        | Teresa Urbina 10 min 05 s 74                                                              | Tamara Sanfabio 10 min 13 s 66                                                    |                                |
| 4 × 100 m | Brésil Maíla Machado Franciela Krasucki Tathiana Ignácio Luciana dos Santos 44 s 49 | Porto Rico Roxana Mercado Militza Castro Jénnifer Gutiérrez Celiangely Morales 44 s 50 NR | Colombie Melisa Murillo Felipa Palacios Darlenys Obregón Norma González 44 s 79   |                                |
| 4 × 400 m | Mexique Ruth Grajeda Gabriela Medina Mayra González Nallely Vela 3 min 33 s 56      | Colombie Rosibel García Muriel Coneo Darlenys Obregón Norma González 3 min 37 s 71        | Porto Rico Beatriz Cruz Maritza Salas Arelys Caro Lizaira Del Valle 3 min 38 s 51 |                                |
| 10 000 m marche | Ana Cabecinha 45 min 45 s 03                                                        | Evelyn Núñez 46 min 19 s 48 NR                                                            | María José Poves 46 min 24 s 09                                                   |                                |
| Saut en hauteur | Marta Mendía 1,84 m                                                                 | Juana Arrendel 1,84 m                                                                     | Marielys Rojas 1,84 m                                                             |                                |
| Saut à la perche | Fabiana Murer 4,56 m CR AR                                                          | Joana Costa Mari Mar Sánchez 4,10 m                                                       | Pas d'autre médaille attribuée                                                    | Pas d'autre médaille attribuée |
| Saut en longueur | Keila Costa 6,54 m                                                                  | Luciana dos Santos 6,25 m                                                                 | Adriana Severino 6,09 m                                                           |                                |
| Triple saut | Patricia Sarrapio 13,82 m                                                           | Johanna Triviño 13,55 m                                                                   | Gisele de Oliveira 13,35 m                                                        |                                |
| Lancer du poids | Elisângela Adriano 16,99 m                                                          | Irache Quintanal 16,20 m                                                                  | Rocío Comba 15,11 m                                                               |                                |
| Lancer du disque | Elisângela Adriano 58,67 m                                                          | Irache Quintanal 53,77 m                                                                  | Marianne Berndt 50,05 m                                                           |                                |
| Lancer du marteau | Amarilys Alméstica 66,21 m NR                                                       | Vânia Silva 64,59 m                                                                       | Dolores Pedrares 64,52 m                                                          |                                |
| Lancer du javelot | Alessandra Resende 55,12 m                                                          | Coralys Ortiz 37,86 m                                                                     | Pas d'autre médaille attribuée                                                    | Pas d'autre médaille attribuée |
| Heptathlon | Juana Castillo 5 860 pts CR NR                                                      | Elizete da Silva 5 468 pts                                                                | Francia Manzanillo 5 448 pts                                                      |                                |
| Records et Performances - AR : Record continental (area record) - CR : Record des championnats (championship record) - MR : Record du meeting (meet record) - NR : Record national (national record) - OR : Record olympique (olympic record) - PR : Record paralympique (paralympic record) - PB : Record personnel (personal best) - SB : Meilleure performance personnelle de la saison (season's best) - WL : Meilleure performance mondiale de l'année (world leader) - WJR : Record du monde junior (world junior record) - WR : Record du monde (world record) Circonstances et Conditions - DNF : N'a pas terminé (did not finish) - DNS : N'a pas pris le départ (did not start) - DQ : Disqualification (disqualification) - NM : Aucun essai valable enregistré (No Mark) - Q : Qualifié « directement » au prochain tour (ou à la prochaine compétition), lors d'une compétition majeure, grâce au classement ou à la réalisation des minima (automatic qualifier) - q : Qualifié au prochain tour (ou à la prochaine compétition), lors d'une compétition majeure, grâce au repêchage ou à la réalisation de l'une des meilleures performances parmi celles des « non qualifiés directement » (grâce au meilleur temps ou à la meilleure distance par exemple) (secondary qualifier) |                                                                                     |                                                                                           |                                                                                   |                                |

## Tableau des médailles
| Rang  | Nation                 | Or | Argent | Bronze | Total |
| ----- | ---------------------- | -- | ------ | ------ | ----- |
| 1     | Brésil                 | 17 | 13     | 5      | 35    |
| 2     | Espagne                | 6  | 10     | 7      | 23    |
| 3     | Colombie               | 4  | 4      | 3      | 11    |
| 4     | Porto Rico             | 3  | 5      | 10     | 18    |
| 5     | République dominicaine | 3  | 3      | 2      | 8     |
| 6     | Argentine              | 3  | 2      | 2      | 7     |
| 7     | Mexique                | 2  | 1      | 3      | 6     |
| 8     | Portugal               | 2  | 2      | 1      | 5     |
| 9     | Uruguay                | 1  | 1      | 1      | 3     |
| 10    | Venezuela              | 1  | 0      | 3      | 4     |
| =11   | Équateur               | 1  | 0      | 0      | 1     |
| =11   | Panama                 | 1  | 0      | 0      | 1     |
| 13    | Chili                  | 0  | 2      | 5      | 7     |
| =14   | Bolivie                | 0  | 1      | 0      | 1     |
| =14   | Guatemala              | 0  | 1      | 0      | 1     |
| Total | Total                  | 44 | 45     | 42     | 131   |